# Lomaptera uyttenboogaarti
Lomaptera uyttenboogaarti är en skalbaggsart som beskrevs av De Jong 1970. Lomaptera uyttenboogaarti ingår i släktet Lomaptera och familjen Cetoniidae. Inga underarter finns listade i Catalogue of Life.